# Trois sœurs (Australie)
Pour les articles homonymes, voir Three Sisters et Trois sœurs.
Les Trois sœurs (Three Sisters en anglais) sont des rochers célèbres des Montagnes Bleues, dans l'État de Nouvelle-Galles du Sud, en Australie.

## Situation et aspect
Les rochers des Trois Sœurs sont situés dans les Montagnes bleues, sur la limite sud de la ville de Katoomba (à 2 kilomètres de la gare). Elle touchent les contreforts d'une falaise qui surplombe la vallée Jamison, se détachant ainsi sur un paysage magnifique.
Les rochers sont nommés d'après les noms aborigènes de Meehni (922 m), Wimlah (918 m), et Gunnedoo (906 m). 

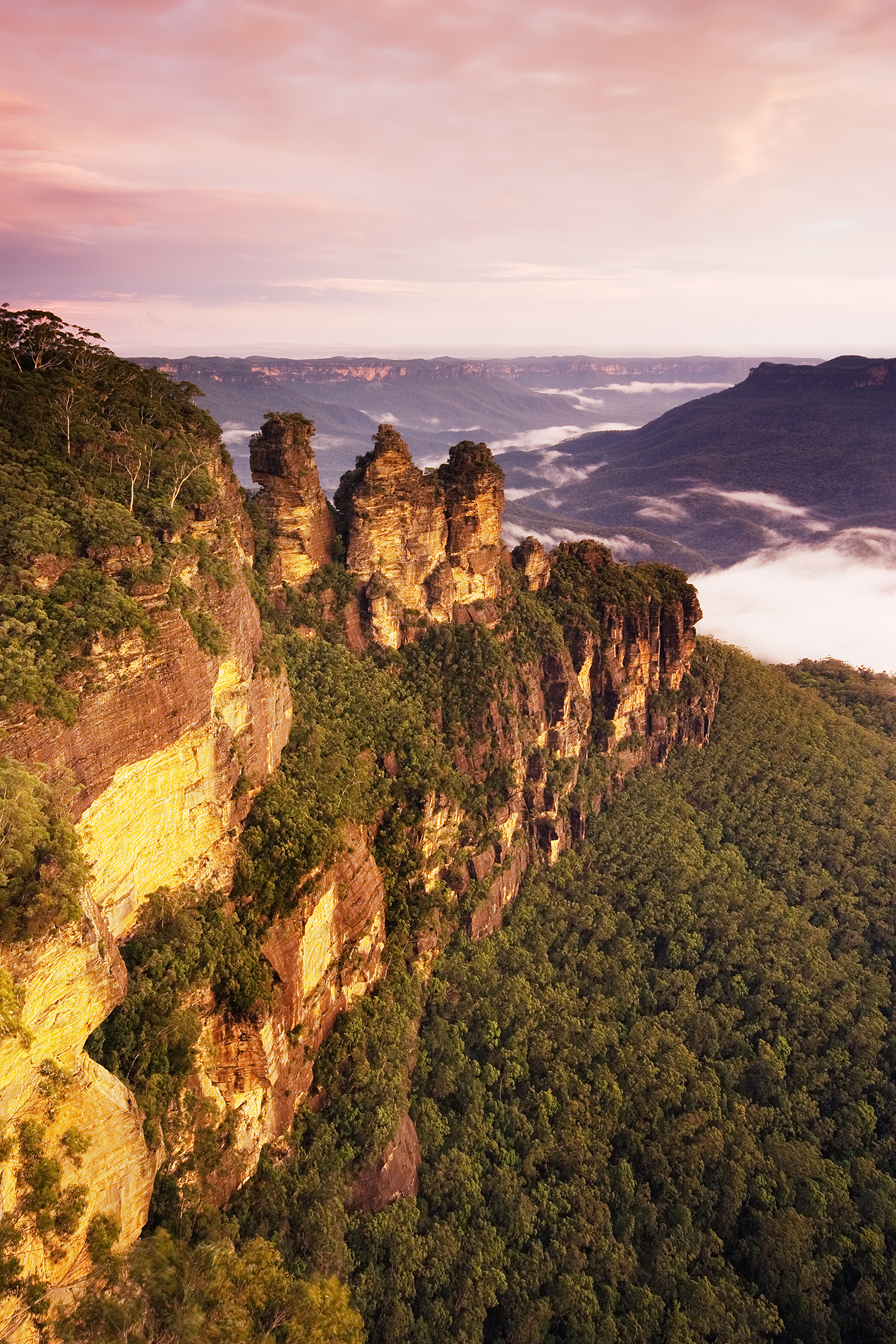
Les Trois Sœurs au coucher du soleil.
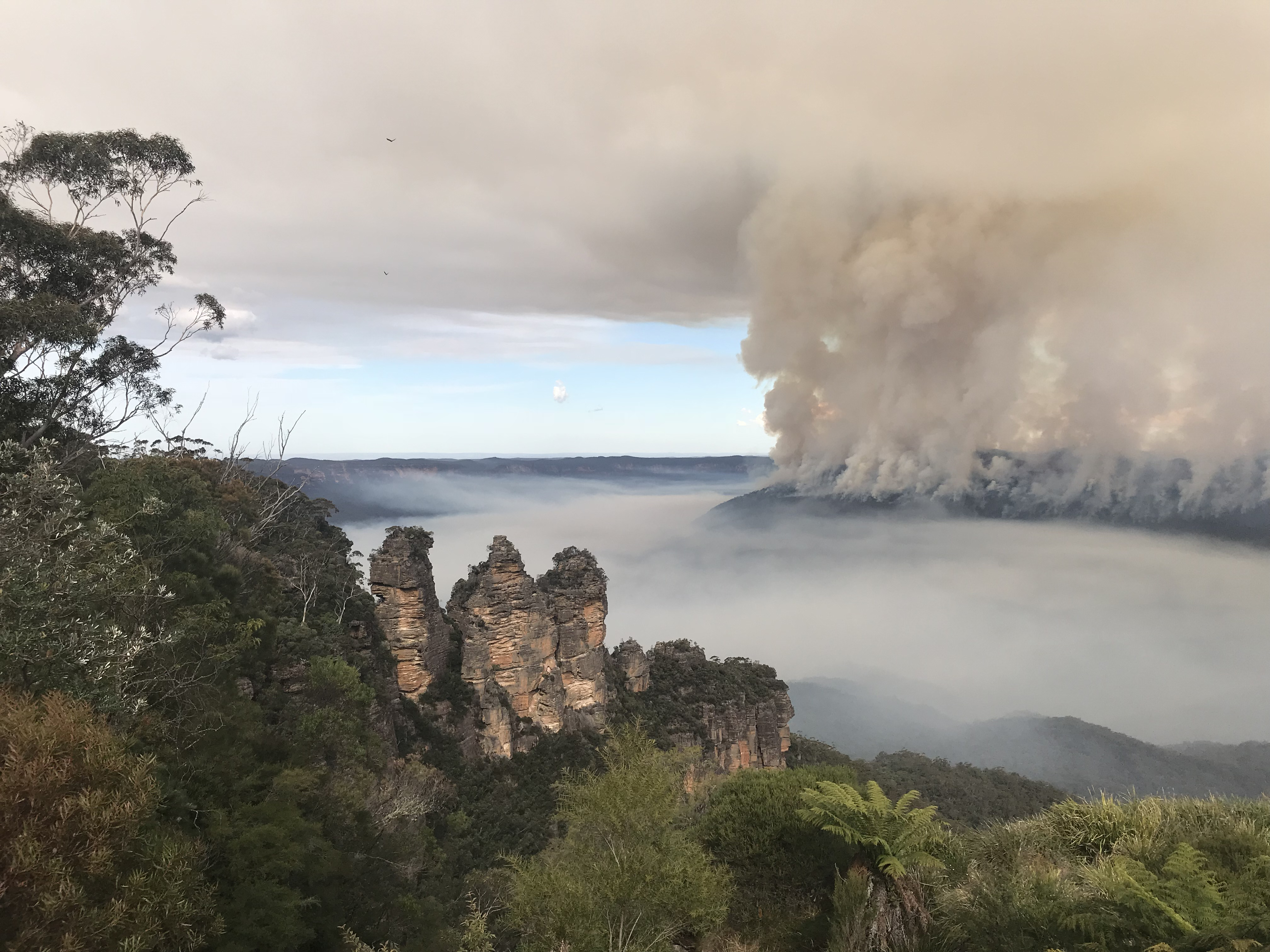
Les Trois Sœurs avec un incendie à l'arrière plan.
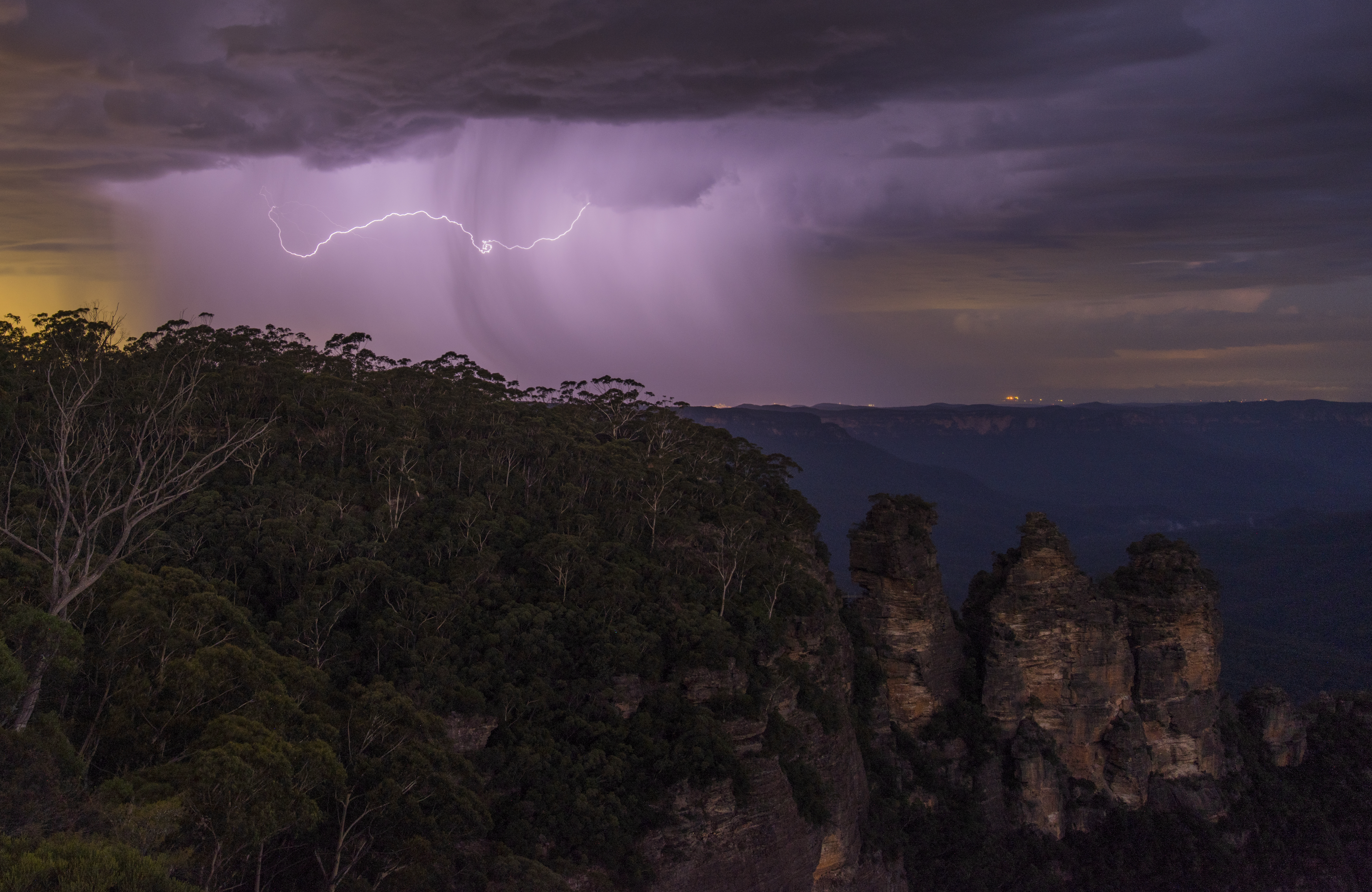
Les Trois Sœurs avec la foudre à l'arrière plan.
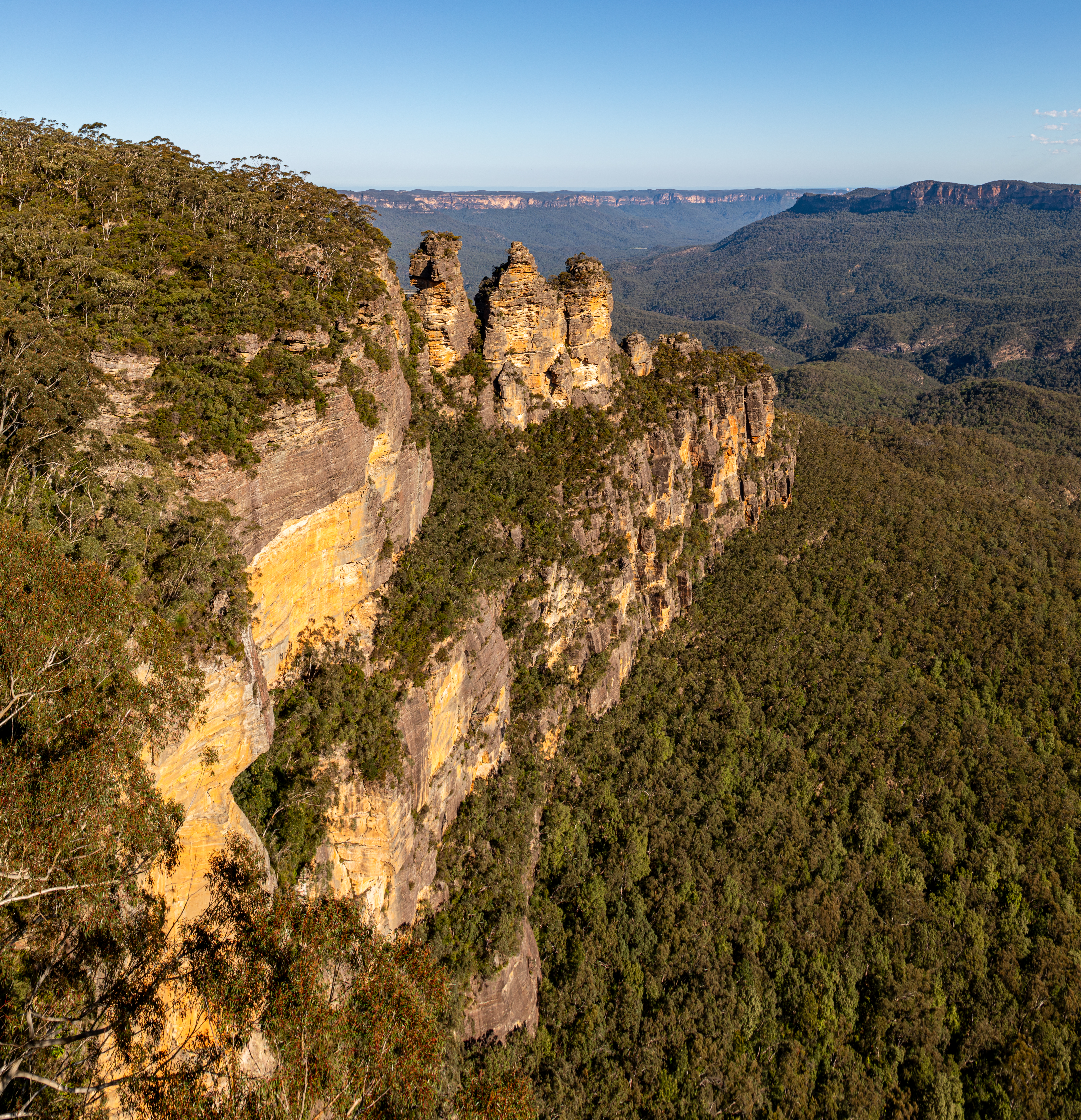
Les Trois Sœurs dans les montagnes bleues.

C'est l'érosion par le vent et la pluie qui a taillé, et qui continue encore de modeler, ces trois rochers, dans le grès. On peut supposer qu'un jour, cette même érosion les détruira complètement.

## La légende

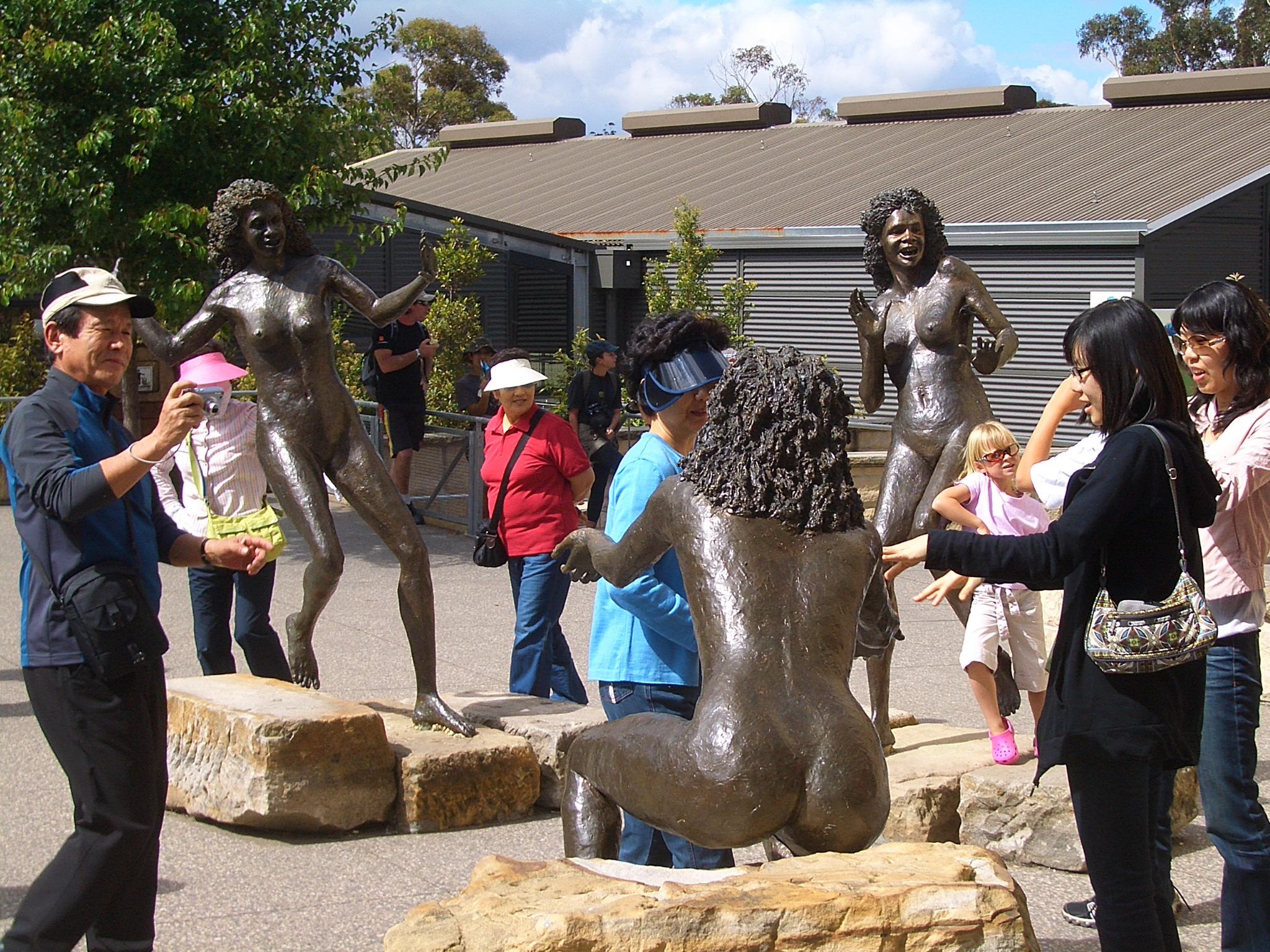
Statues illustrant la légende au Katoomba Scenic World.

Une légende raconte que les trois sœurs étaient des femmes de Népoui auparavant humaines, et qu'elles étaient tombées amoureuses de jeunes hommes d'une tribu voisine, mais que leur mariage était interdit par les lois tribales. 
Une guerre aurait découlé de cet incident, et un ancien aurait changé les trois sœurs en pierres, dans le but de les protéger. Cet ancien ayant malheureusement été tué au combat et personne ne sachant comment les délivrer, elles restèrent ainsi pour l'éternité.
Cette légende est faussement racontée comme étant aborigène. C'est en fait l'industrie du tourisme qui l'a montée de toutes pièces pour donner plus de charme au lieu.
La tribu aborigène locale Gundungurra, propriétaire des lieux, véhicule également des légendes incluant la formation du site.

## Tourisme
Ces rochers sont aujourd'hui un haut lieu du tourisme en Australie, et leur visite en est facilitée par la proximité de la ville de Sydney. 
Le point de vue est également réputé comme l'une des plus belles vues panoramiques d'Australie.
Un escalier de 800 marches, le Giant Stairway, permet de descendre, depuis l'un des trois rochers, vers le fond de la vallée. Un train touristique assure la remontée sans fatigue.

## Sources, notes et références
- (en) Cet article est partiellement ou en totalité issu de l’article de Wikipédia en anglais intitulé « Three Sisters (Australia) » (voir la liste des auteurs).

1. ↑  Il existe différentes versions de cette légende, certaines étant très éloignées de celle racontée ici
2. ↑   (en) Anne Sarzin, « Myth and meaning in the Blue Mountains »(Archive.org • Wikiwix • Archive.is • Google • Que faire ?), UTS: Newsroom > U:Read it, University of Technology, 3 novembre 2003 (consulté le 21 octobre 2007)
3. ↑  Vue panoramique des Trois Sœurs